# Feldkirchen, München
Feldkirchen là một đô thị thuộc huyện München bang Bayern nước Đức. Đô thị này có diện tích 6,41 km2, dân số cuối năm 2007 là 5987 người.

## Lịch sử
Feldkirchen đã có từ năm 1871 trạm xe lửa khi tuyến đường München-Neuötting được khai mạc. Trạm xe lửa này trở thành trạm xe điện S-Bahn München tuyến S2. Sau khi ngưng lấy sỏi, hố đào nằm ở biên giới phía Đông của xã trở thành hồ Heimstettener See, bây giờ trở thành hồ tắm mùa hè và khu giải lao.
Khi phi trường München-Riem kế bên đóng cửa vào năm 1992 đời sống của người dân trở nên tốt đẹp hơn. Sau này khu phi trường cũ trở thành khu phố Messestadt Riem với trung tâm mua sắm Riem Arcaden và công viên Riemer Park.

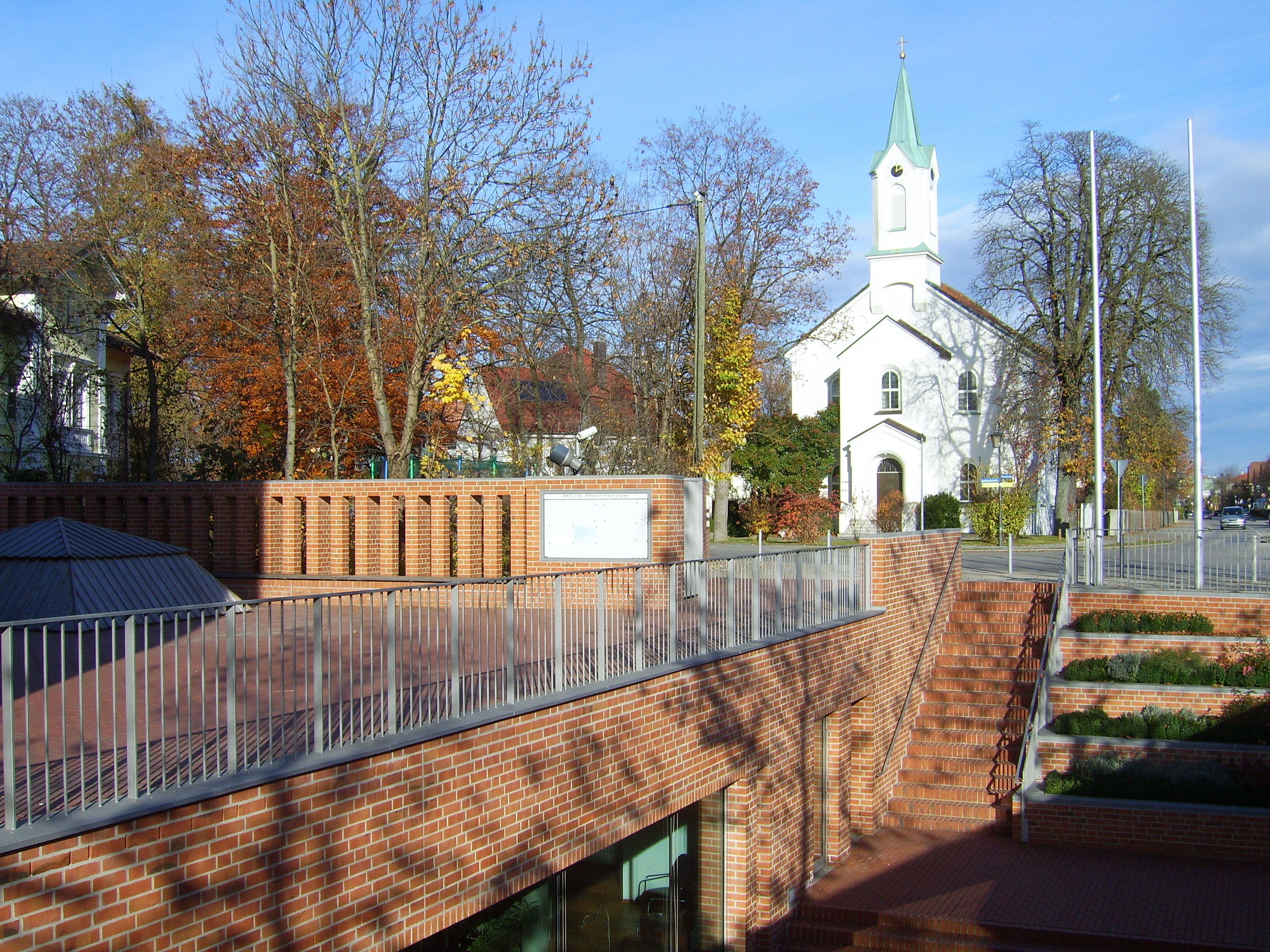
Nhà thờ Tin lành (nhìn từ Toà thị chính)

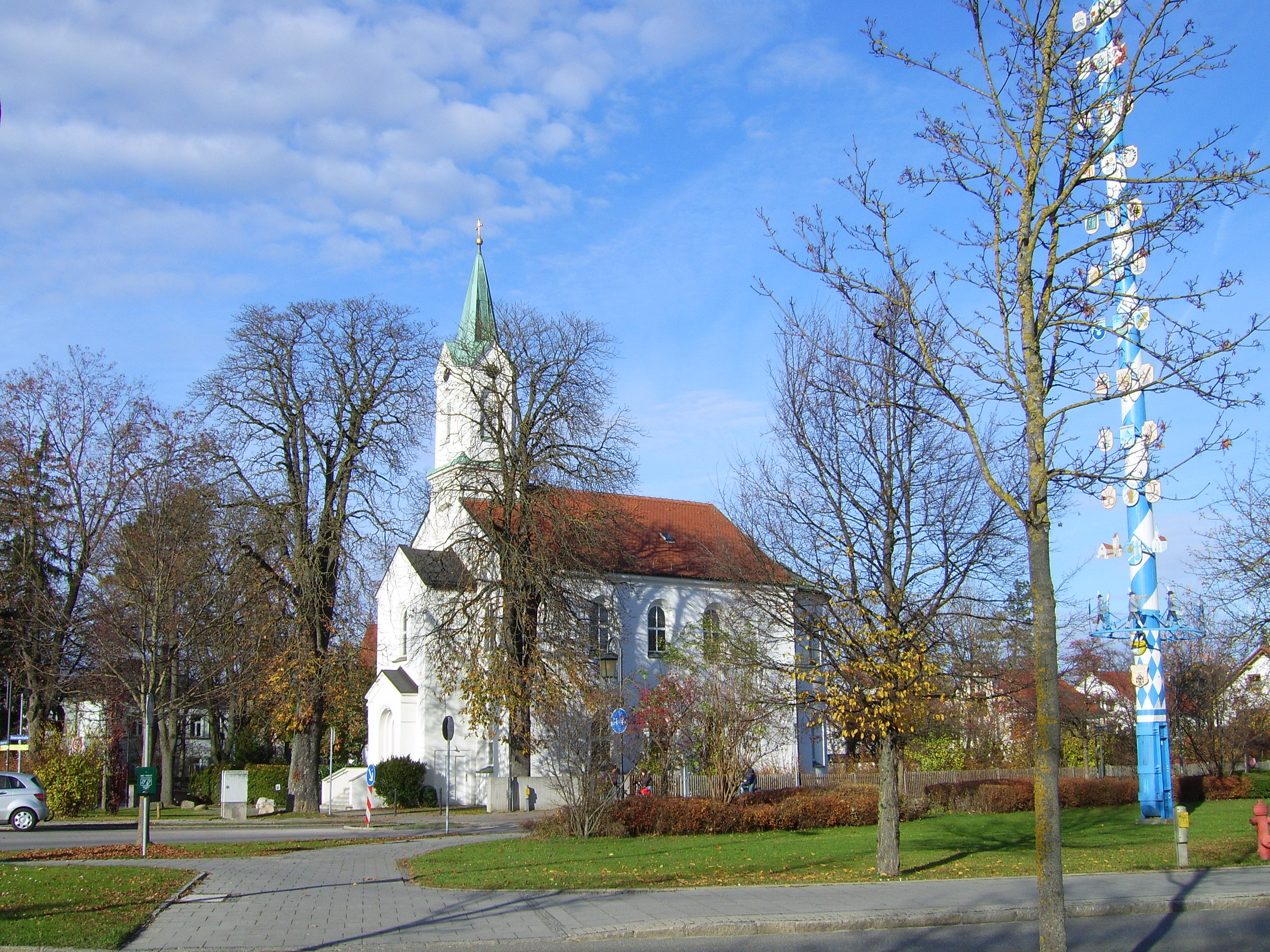
Nhà thờ Tin lành (nhìn từ phía nam)

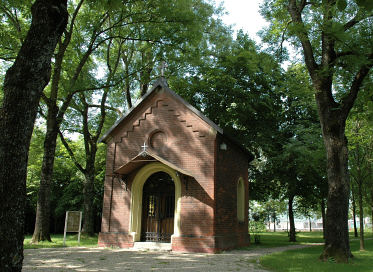
Nhà thờ nhỏ St. Emmeram